# Krzyszkowo
Krzyszkowo – wieś w Polsce położona w województwie wielkopolskim, w powiecie poznańskim, w gminie Rokietnica.
Wieś szlachecka Krziszkowo położona była w 1580 roku w powiecie poznańskim województwa poznańskiego. W latach 1975–1998 miejscowość administracyjnie należała do województwa poznańskiego.

## Historia
Nazwa łacińska: Crisgova.
W dniu 30 sierpnia 1157 r. doszło tu do zawarcia pokoju pomiędzy najeźdźcą cesarzem Fryderykiem Barbarossą a księciem Bolesławem Kędzierzawym. Bolesław złożył cesarzowi przysięgę wierności oraz pokaźną daninę, obiecał wziąć udział w cesarskiej wyprawie do Włoch i zobowiązał się przybyć do Magdeburga, gdzie miała zostać rozstrzygnięta sprawa pomiędzy Władysławem II Wygnańcem a juniorami. Jako gwarancję dotrzymania obietnic oddał Kazimierza Sprawiedliwego w charakterze zakładnika (zobacz też: hołd lenny w Krzyszkowie).

## Ulice
W Krzyszkowie znajdują się następujące ulice:
- Jana Leona Kozietulskiego
- Koszycy
- Główna
- Krótka
- Obornicka
- Okrężna
- Polna
- Spokojna
- Kwiatowa
- Józefa Wybickiego
- Księcia A. Czartoryskiego
- Jana Henryka Dąbrowskiego
- Wspólna
- Trakt Napoleoński
- Kukułcza
- Graniczna
- Biały Dworek

## Oświata
W latach 1919–1939 istniała na tym terenie Publiczna Szkoła Powszechna, która miała dwa oddziały — w Rokietnicy i Krzyszkowie. Przed 1939 rokiem dyrektorem szkoły w Krzyszkowie był Edward Koszyca, którego imię nosi obecnie jedna z głównych ulic Krzyszkowa. Każdego roku w szkole uczyło się przeciętnie ok. 100 uczniów. Podczas okupacji obie szkoły były zamknięte.